# Galeotto Belfiore Malatesta
Galeotto Belfiore Malatesta (Montefiore, 5 luglio 1377 – Montalboddo, 15 agosto 1400) è stato un condottiero italiano.

## Biografia
Figlio di Galeotto Malatesta e Gentile da Varano, figlia di Rodolfo II Da Varano, venne chiamato anche "Galeotto Novello" per distinguerlo dal padre, ed ebbe il soprannome Belfiore proprio per essere nato nel castello di Montefiore Conca. Venne tenuto a battesimo da Jean de Malestroit (Giovanni Malastretta), capitano di ventura a capo di una compagnia di Bretoni comandati dal cardinale Roberto di Ginevra. Fu signore di Sansepolcro.
Nella divisione della Signoria in seguito alla morte del padre, ricevette Cervia, Meldola, Borgo San Sepolcro, la Pieve di Sestino e Montefiore.
Ebbe diversi contrasti con i Malatesta di Ghiaggiolo ed i Conti di Urbino, verso i quali non esitò ad impugnare le armi.
Nell'aprile 1395 sposò con un fastoso ricevimento Anna (c.1377-28 aprile 1434), figlia del conte Antonio II da Montefeltro. Dal matrimonio non nacquero figli.
Morì il 15 agosto 1400, a Montalboddo, durante l'assedio della città. Il fratello Carlo, signore di Rimini, gli organizzò solenni funerali.
Il Clementini ricorda, per volontà di Galeotto Belfiore, la costruzione di una bellissima & altissima Torre al di sopra della porta di Sant'Andrea, a Rimini.

## Ascendenza
|                             |                      |                                    | Genitori            |  |  | Nonni |  |  | Bisnonni               |  |  | Trisnonni             |  |
|                             |                      |                                    |                     |  |  |       |  |  | Malatesta da Verucchio |  |  | Malatesta I Malatesta |  |
|                             |                      |                                    |                     |  |  |       |  |  | Malatesta da Verucchio |  |  | Malatesta I Malatesta |  |
|                             |                      | Adelasia                           |                     |  |  |       |  |  | Malatesta da Verucchio |  |  |                       |  |
| Pandolfo I Malatesta        |                      |                                    |                     |  |  |       |  |  | Malatesta da Verucchio |  |  |                       |  |
|                             |                      | Margherita Paltenieri di Monselice | …                   |  |  |       |  |  |                        |  |  |                       |  |
|                             |                      | Margherita Paltenieri di Monselice | …                   |  |  |       |  |  |                        |  |  |                       |  |
|                             |                      | Margherita Paltenieri di Monselice | …                   |  |  |       |  |  |                        |  |  |                       |  |
| Galeotto I Malatesta        |                      | Margherita Paltenieri di Monselice |                     |  |  |       |  |  |                        |  |  |                       |  |
|                             |                      | …                                  | …                   |  |  |       |  |  |                        |  |  |                       |  |
|                             |                      | …                                  | …                   |  |  |       |  |  |                        |  |  |                       |  |
|                             |                      | …                                  | …                   |  |  |       |  |  |                        |  |  |                       |  |
| Taddea da Rimini            |                      | …                                  |                     |  |  |       |  |  |                        |  |  |                       |  |
|                             |                      | …                                  | …                   |  |  |       |  |  |                        |  |  |                       |  |
|                             |                      | …                                  | …                   |  |  |       |  |  |                        |  |  |                       |  |
|                             |                      | …                                  | …                   |  |  |       |  |  |                        |  |  |                       |  |
| Galeotto Belfiore Malatesta |                      | …                                  |                     |  |  |       |  |  |                        |  |  |                       |  |
|                             | Berardo II da Varano | Gentile II da Varano               |                     |  |  |       |  |  |                        |  |  |                       |  |
|                             | Berardo II da Varano | Gentile II da Varano               |                     |  |  |       |  |  |                        |  |  |                       |  |
|                             | Berardo II da Varano | …                                  |                     |  |  |       |  |  |                        |  |  |                       |  |
| Rodolfo II da Varano        | Berardo II da Varano |                                    |                     |  |  |       |  |  |                        |  |  |                       |  |
|                             |                      | Bellafiore di Gualtiero Brunforte  | Gualtiero Brunforte |  |  |       |  |  |                        |  |  |                       |  |
|                             |                      | Bellafiore di Gualtiero Brunforte  | Gualtiero Brunforte |  |  |       |  |  |                        |  |  |                       |  |
|                             |                      | Bellafiore di Gualtiero Brunforte  | …                   |  |  |       |  |  |                        |  |  |                       |  |
| Gentile da Varano           |                      | Bellafiore di Gualtiero Brunforte  |                     |  |  |       |  |  |                        |  |  |                       |  |
|                             |                      | Finuccio Chiavelli                 | …                   |  |  |       |  |  |                        |  |  |                       |  |
|                             |                      | Finuccio Chiavelli                 | …                   |  |  |       |  |  |                        |  |  |                       |  |
|                             |                      | Finuccio Chiavelli                 | …                   |  |  |       |  |  |                        |  |  |                       |  |
| Camilla Chiavelli           |                      | Finuccio Chiavelli                 |                     |  |  |       |  |  |                        |  |  |                       |  |
|                             |                      | …                                  | …                   |  |  |       |  |  |                        |  |  |                       |  |
|                             |                      | …                                  | …                   |  |  |       |  |  |                        |  |  |                       |  |
|                             |                      | …                                  | …                   |  |  |       |  |  |                        |  |  |                       |  |
|                             |                      | …                                  |                     |  |  |       |  |  |                        |  |  |                       |  |